# Revolta em Bangladesh em 2009

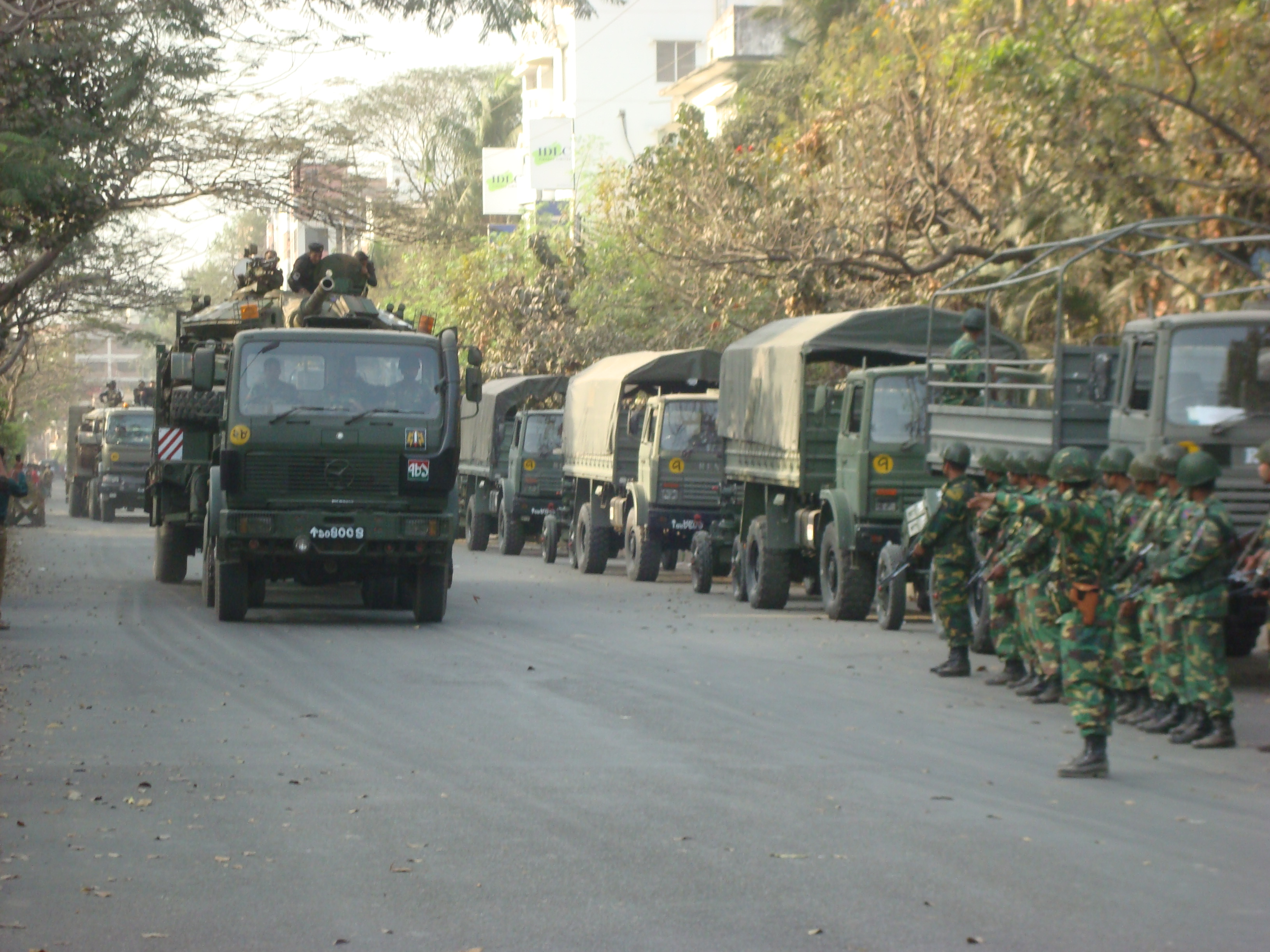
Veículos militares em estado de prontidão próximos a Abahani.

A revolta em Bangladesh de 2009 foi um motim realizado em 25 e 26 de fevereiro de 2009 em Daca por uma seção dos Bangladesh Rifles (BDR), uma força paramilitar encarregada principalmente de proteger as fronteiras de Bangladesh. O quartel central do BDR em Pilkhana foi ocupado e tomado pelos soldados rebeldes, que mataram o diretor geral e alguns oficiais do exército. Também dispararam contra civis, mantendo muitos de seus oficiais como reféns, vandalizaram propriedades e saquearam objetos de valor. No segundo dia, os distúrbios se espalharam para outras doze povoados e cidades. O motim terminou quando os amotinados entregaram suas armas e libertaram os reféns após uma série de discussões e negociações com o governo.
Em 5 de novembro de 2013, o Tribunal das Sessões Metropolitanas de Dhaka condenou 152 pessoas à morte e 161 à prisão perpétua; mais de 256 pessoas receberam penas de entre três e dez anos por seu envolvimento no motim. O tribunal também absolveu 277 pessoas que foram acusadas. Os julgamentos foram criticados como julgamentos em massa injustos sem acesso atempado a advogados e "pareceram destinados a satisfazer um desejo de vingança cruel", como afirmado pela Human Rights Watch, pela Amnistia Internacional e pelo Alto Comissariado das Nações Unidas para os Direitos Humanos.